# Хагелштат
Хагелштат (њем. Hagelstadt) општина је у њемачкој савезној држави Баварска. Једно је од 41 општинског средишта округа Регенсбург. Према процјени из 2010. у општини је живјело 2.005 становника. Посједује регионалну шифру (AGS) 9375143.

## Географски и демографски подаци
Хагелштат се налази у савезној држави Баварска у округу Регенсбург. Општина се налази на надморској висини од 368 метара. Површина општине износи 20,7 km². У самом мјесту је, према процјени из 2010. године, живјело 2.005 становника. Просјечна густина становништва износи 97 становника/km².